# Яковлевская (Бабаевский район)
Я́ковлевская (вепс. Eremag) — деревня в Бабаевском районе Вологодской области России.
Входит в состав Пяжозерского сельского поселения, с точки зрения административно-территориального деления — в Пяжозерский сельсовет.
Расположена на берегу Кодозера. Расстояние по автодороге до районного центра Бабаево — 122,7 км, до центра муниципального образования посёлка Пяжелка — 21,7 км. Ближайшие населённые пункты — Алексеевская, Григорьевская, Макарьевская, Никитинская, Погорелая, Тарасовская.
По переписи 2002 года население — 6 человек, все — вепсы.